# 小西灣運動場

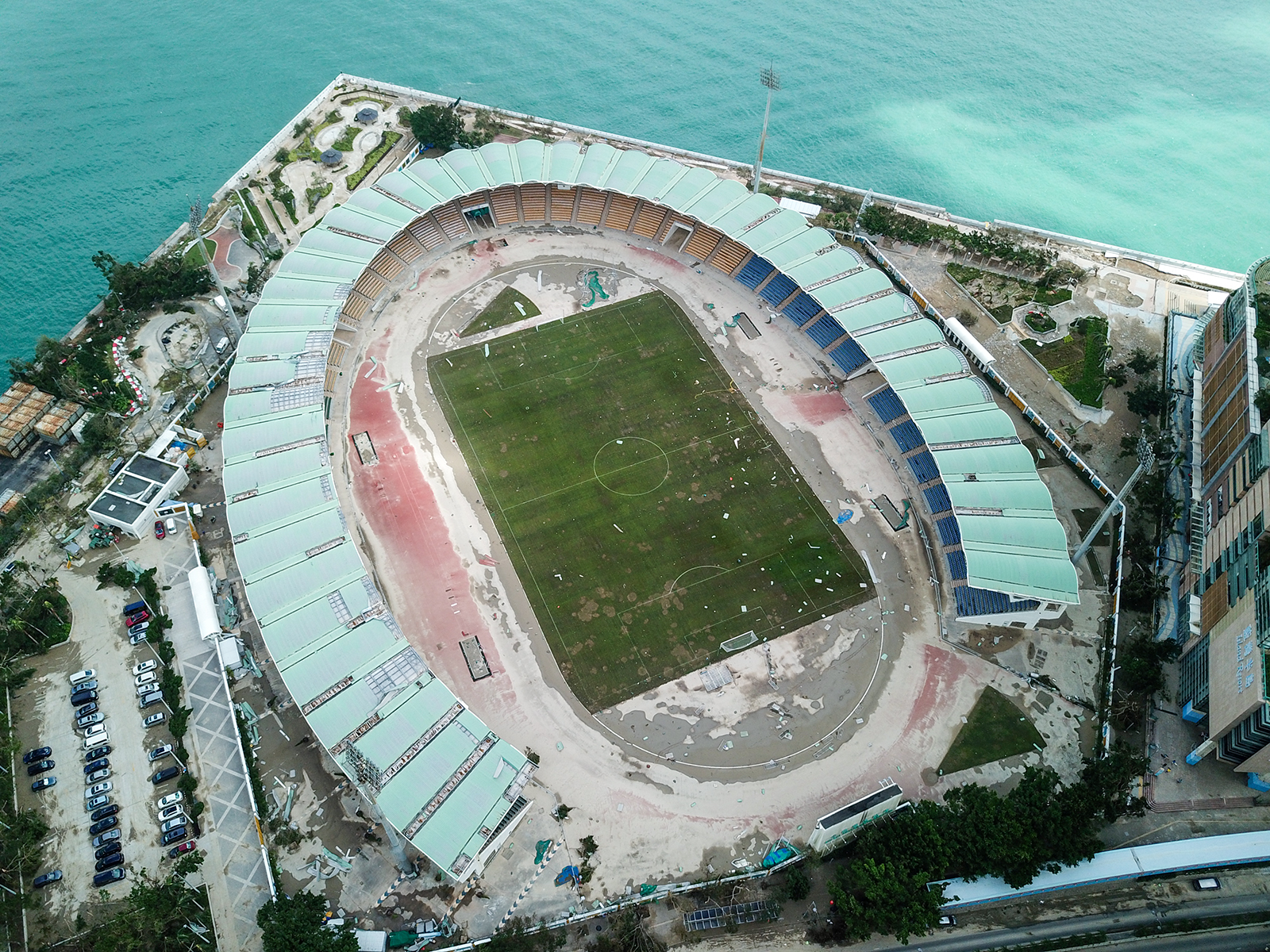
小西灣運動場受2018年9月超強颱風「山竹」巨浪侵襲後滿目瘡痍，看台及草地等均有損毀

小西灣運動場（英語：Siu Sai Wan Sports Ground）是一座位於香港香港島東區小西灣富康街的綜合運動場，於1996年12月落成並啟用，可容納11,981名觀眾，是香港和香港島繼香港大球場後第二大運動場（在啟德體育園主場館落成後成為香港第三大運動場），為2009年東亞運動會賽場之一。

## 歷史
小西灣運動場所坐立的土地由填海得來，位於小西灣海傍填海區，填海工程由1990年代初展開，直至1996年落成啟用，耗資2億3千多萬港元興建。
運動場於2017年颱風天鴿吹襲期間被海水淹浸，次年9月又遭颱風山竹所引致的巨浪吹襲，及後環境滿目瘡痍，看台及草地等遭遇損毀，康文署需封閉運動場以維修至2019年4月中重開。
2023年12月6日起，小西灣運動場因翻新工程，包括翻修跑道、看台、救護室、洗手間及更衣室室內飾面、照明及電力系統工程等而關閉，於2024年8月31日重新開放。

### 體育
由於場內設備完善及環境優美，小西灣運動場是不少外地體育隊伍來港比賽或集訓的地點。現時運動場多數供予區內中小學舉行學校運動會。
2009年東亞運動會足球比賽的分組賽賽事被安排於小西灣運動場進行，共上演6場比賽。

### 足球
由於小西灣運動場有符合國際標準的草地足球場及容納11,891名觀眾，所以成為為外國足球隊來港及香港足球代表隊比賽的集訓地點。

#### 本地足球
小西灣運動場為香港甲組足球聯賽的指定比賽場地之一，不過由於小西灣運動場位置較為偏遠，入座率較低，所以每個賽季只有少部分球賽在小西灣上演，其餘大部分賽事均編排在旺角大球場舉行。
2009-2010年度球季，香港足球總會全面試行主客制，公民足球隊獲派小西灣運動場作為主場球場。。
2012-2013年度球季，横滨FC香港取代公民成為第二支以此運動場作為主場球場的球隊。
2013-2014年度球季，愉園取代横滨FC香港成為第三支以此運動場作為主場球場的球隊。

#### 香港足球代表隊
香港足球代表隊的比賽通常在香港大球場或旺角大球場舉行，不過在2004年由於香港大球場要準備主辦每年一度的香港國際七人欖球賽，小西灣運動場於是成為2006年世界盃外圍賽香港對中國的比賽場地。比賽在2004年3月31日舉行，入場人數達到9,291人，創下近年來香港足球代表隊主場入座率最高的一次，該場比賽結果中國郝海東的入球，以1比0擊敗香港。而該屆世界盃外圍賽中，香港對科威特的賽事也在小西灣運動場舉行，香港以0比2敗陣。
2011年7月28日，由於香港大球場要舉行2011年巴克萊亞洲錦標賽，因此香港足球代表隊於小西灣運動場進行2014年世界盃亞洲區外圍賽次圈次回合賽事，結果以0比5不敵來訪的沙特阿拉伯。
除此之外，一些小規模的國際賽事例如港澳埠際賽、國際青年賽事也曾在小西灣運動場舉行。

#### 外隊賽事
1997年5月20日，小西灣運動場曾舉行一場外隊賽事，由南華對英超球隊車路士，入場人數達10,329人，幾近爆滿。當時南華以2比3不敵車路士。南華入球球員為鄭兆聰及岑國培，車路士入球球員為梅開二度的維埃里及迪馬堤奧。
2007年7月4日，小西灣運動場舉行了墨爾本勝利對中國的賽事，中國隊憑王栋於下半場的入球小勝1比0。

## 活動

#### 射箭
香港射箭專用場地少，而合適的射箭場地也不多，所以香港射箭總會會以小西灣運動場為室外射箭活動場地。
香港射箭總會的香港青少年射箭公開賽、香港射箭錦標賽、香港盃及香港盾射箭比賽曾在小西灣運動場舉行。

### 其他
東華三院每年皆會租用本運動場兩天，作為旗下18所中學舉行東華三院中學聯校運動會的場地。除此之外，不少學校亦會租用本場地作校運會之用途。香港天主教教區的中學每年亦有在該場舉行聯校運動會。
另外，本運動場除了舉行運動賽事外，若沒有跟其他活動碰期，香港基督少年軍每年十月最尾的星期日會於此處場地舉行創辦人紀念日大會操暨感恩崇拜，香港天主教教區曾在此舉行傳教節大型彌撒。

## 設備
運動場的觀眾席是以一行圓拱形的上蓋所建成，面積佔地達43,000平方米，場內擁有一條符合國際田聯標準的田徑設施，更有符合國際標準的草地足球場，運動比賽時的容納人數為11,981人，可供舉行香港甲組足球聯賽大型賽事及其他田徑賽事。

## 圖集

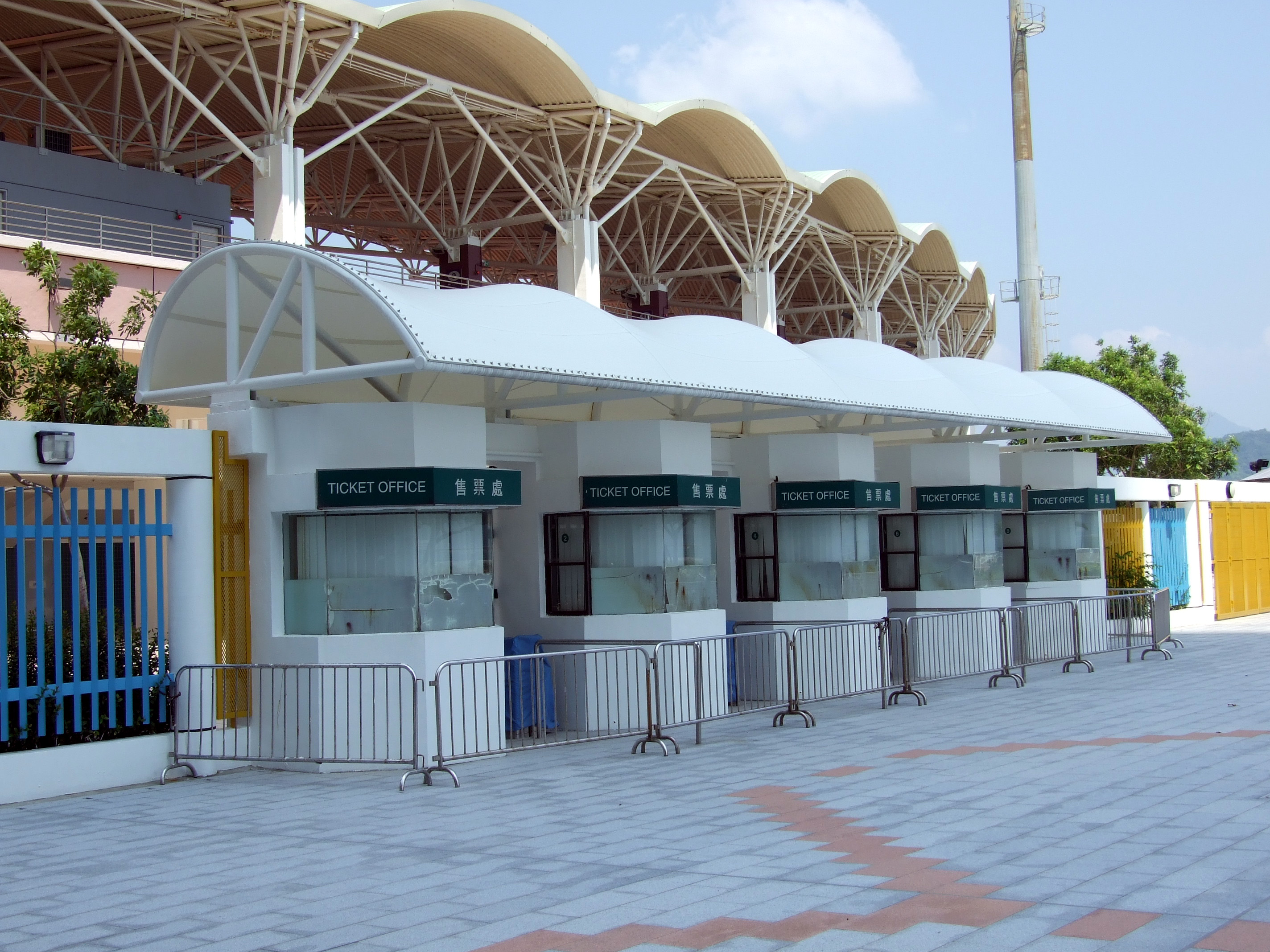
運動場售票處
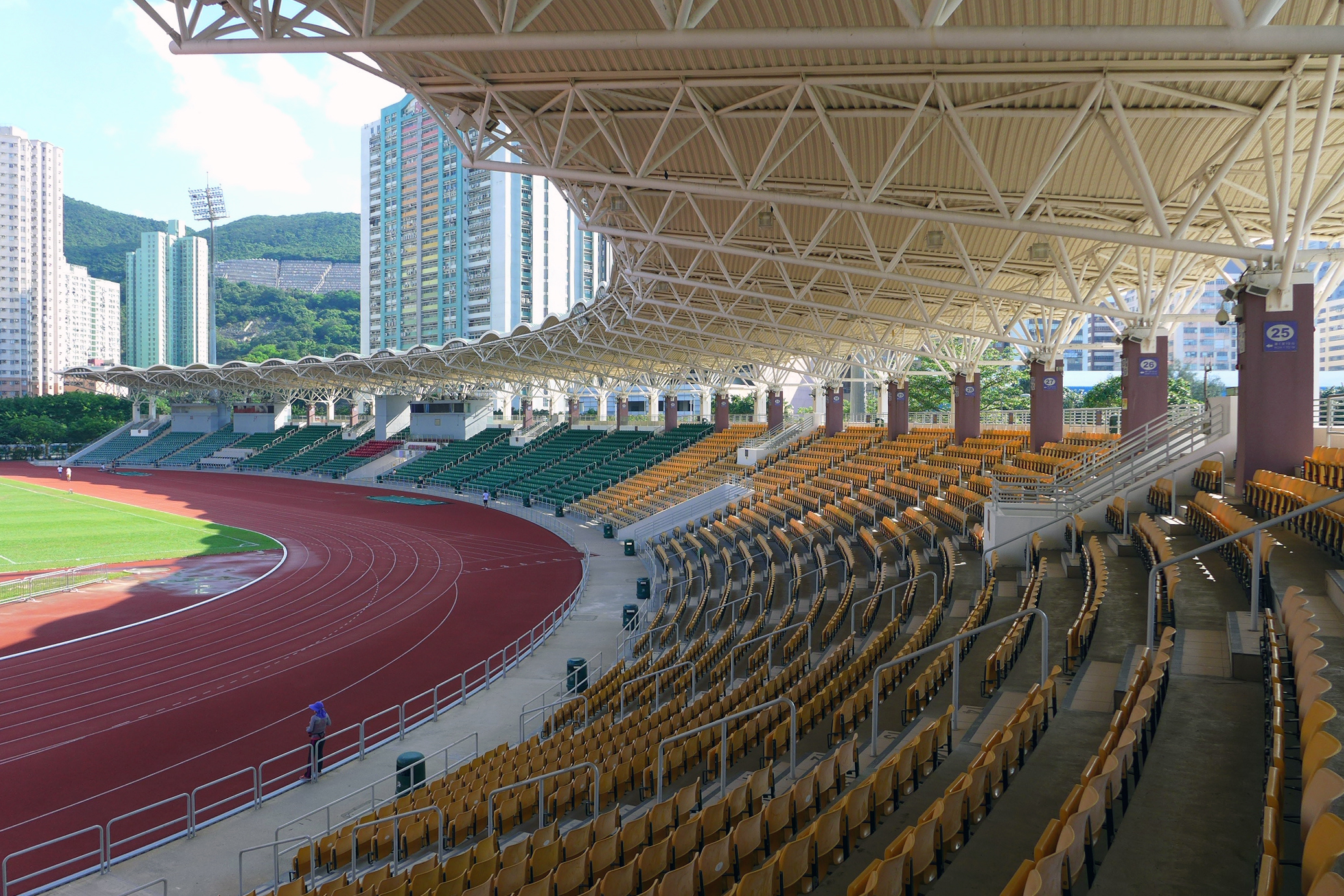
運動場看台
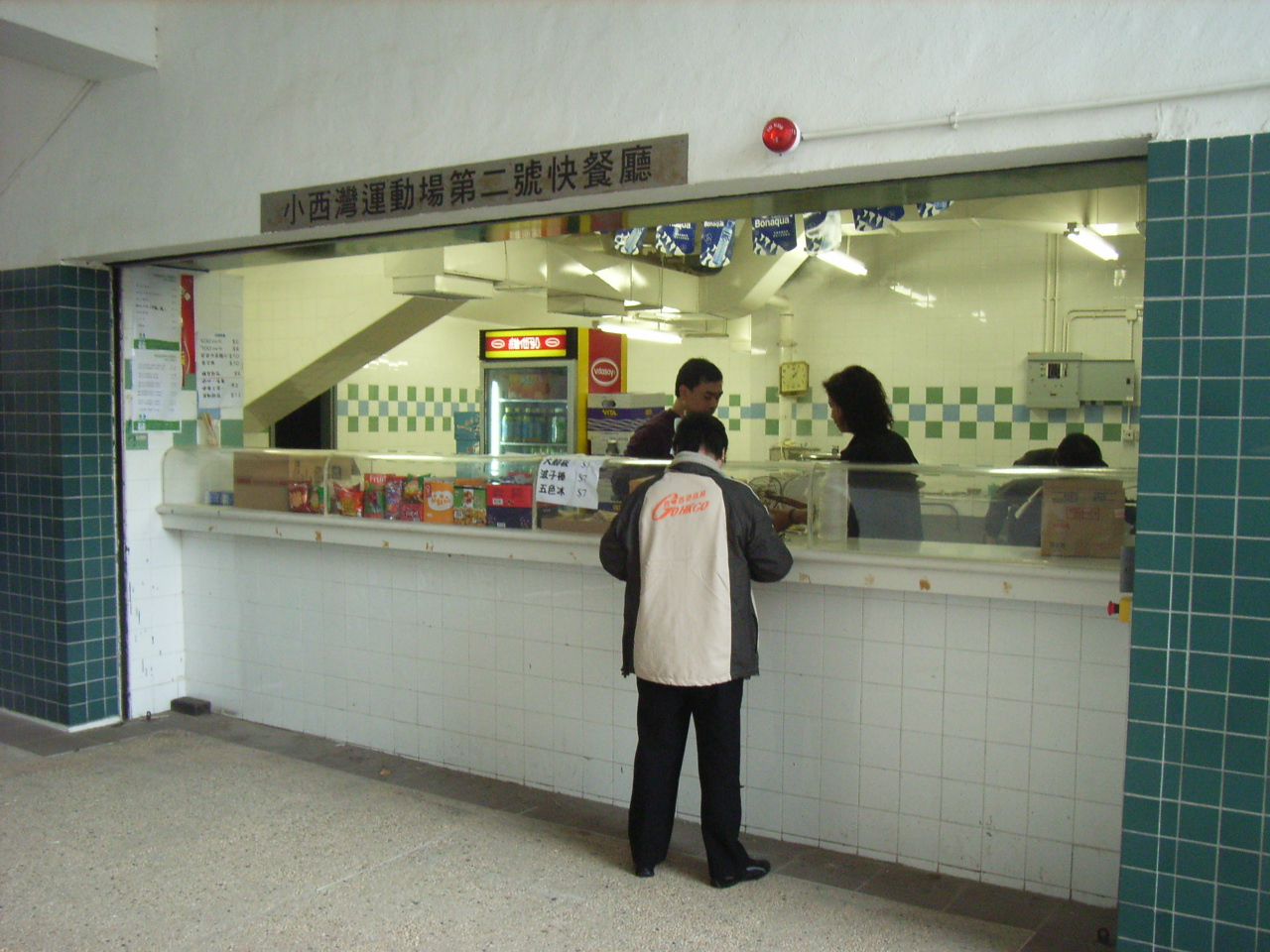
運動場餐廳
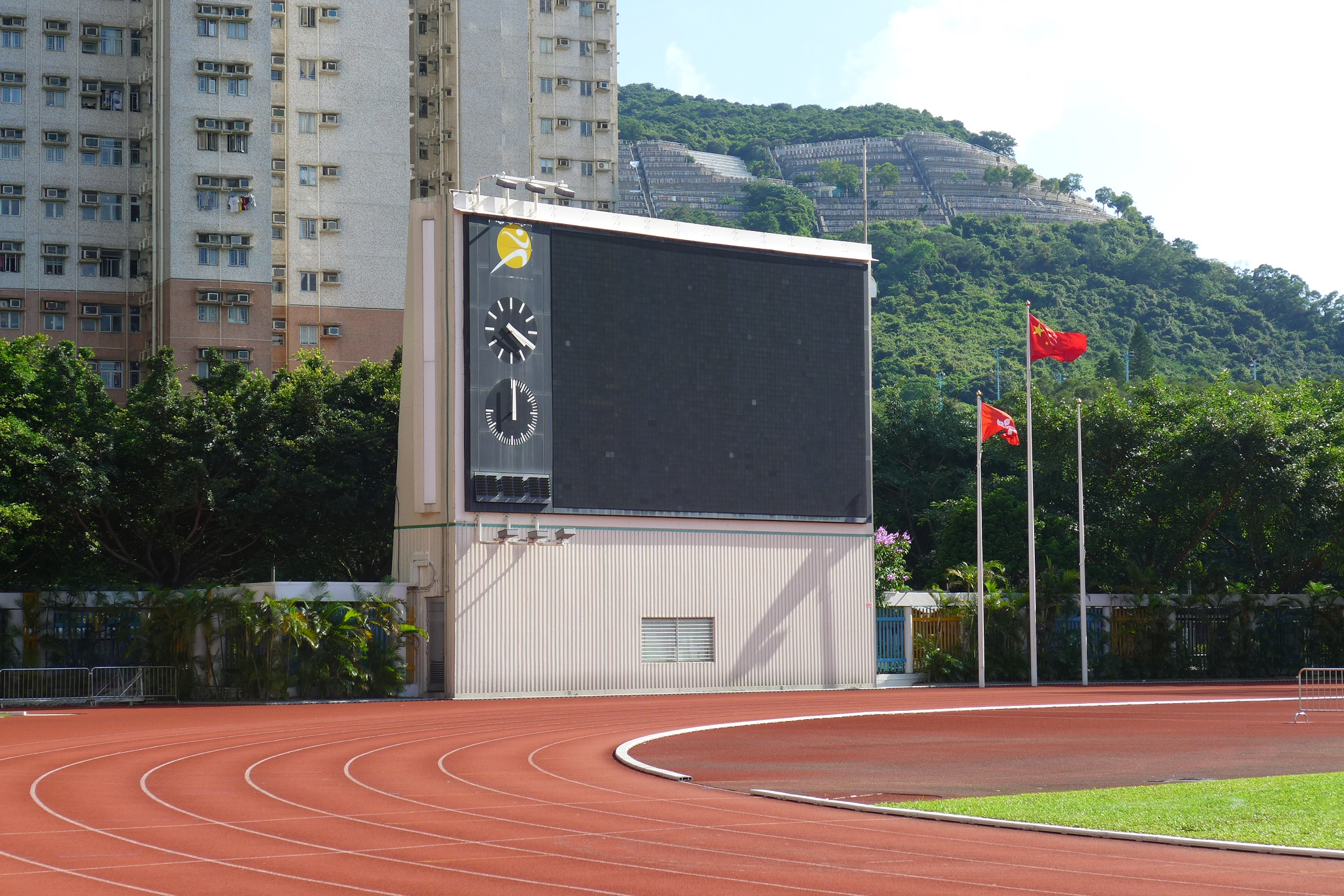
電子計分屏幕
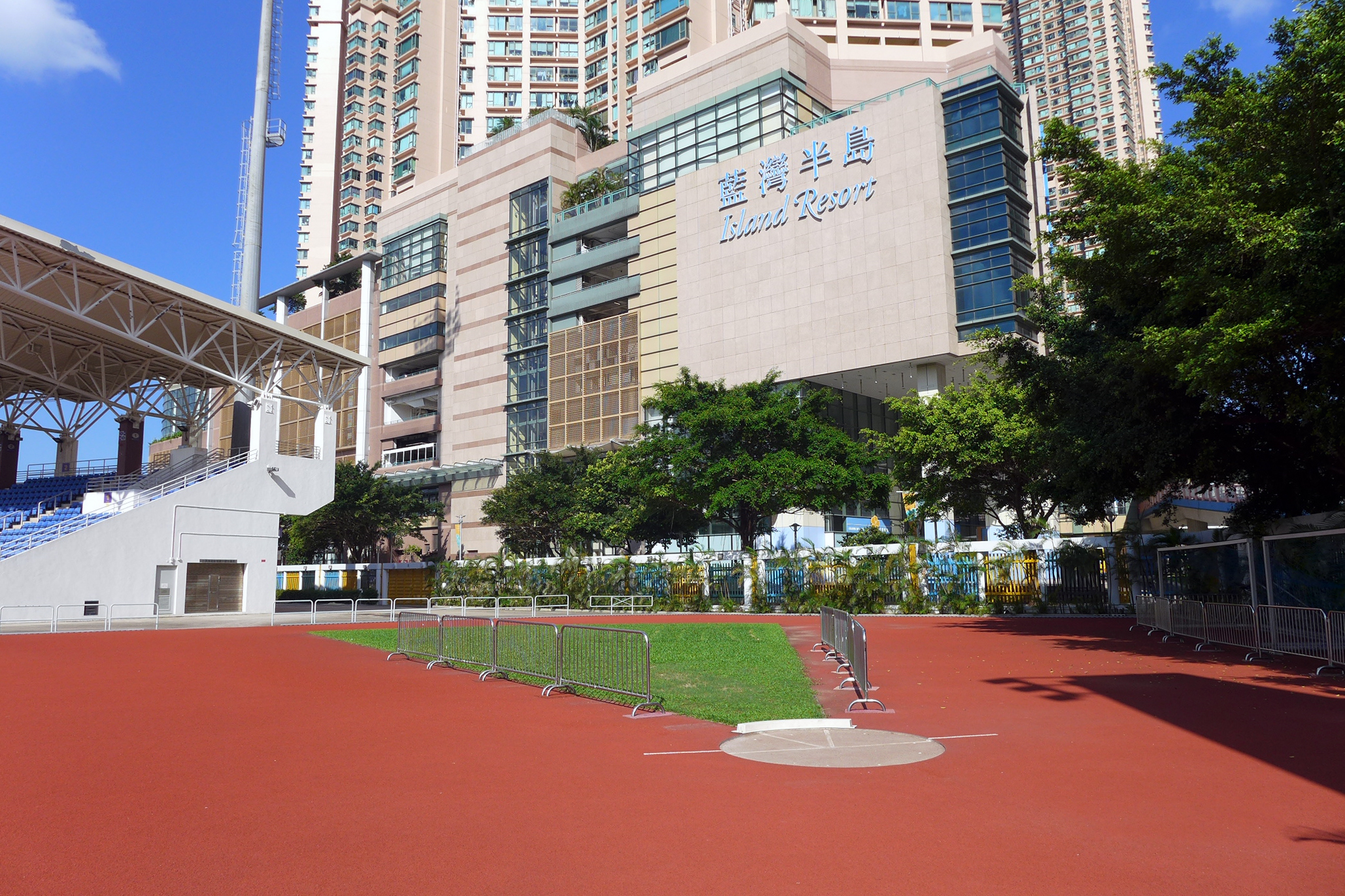
田徑設施
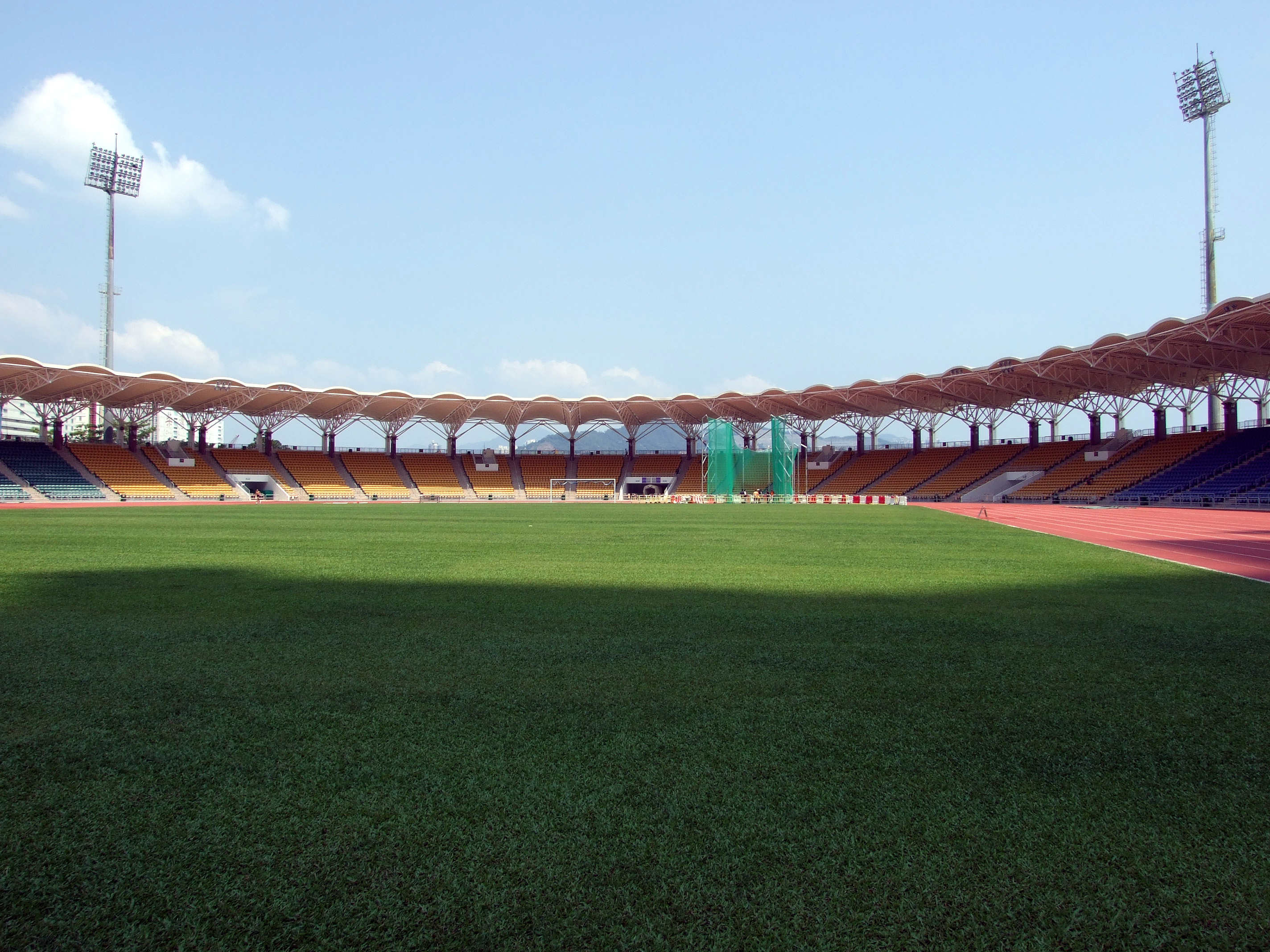
小西灣運動場的草地